# Vreemdesituatietest

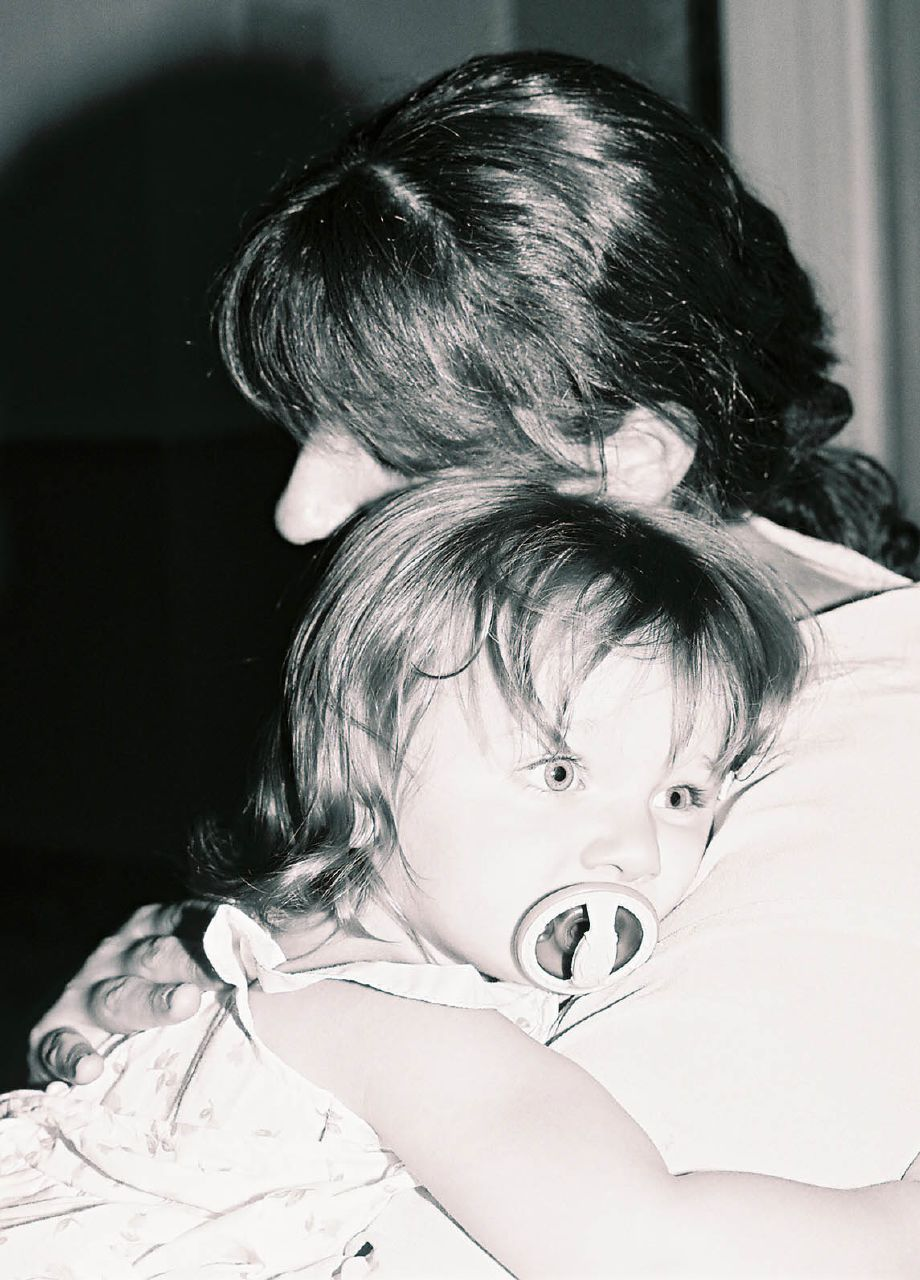
Hechtingsproces bij een kind.

Mary Ainsworth heeft onderzoek gedaan naar de verschillende vormen of patronen van interactie tussen opvoeder en kind. Zij werkte het idee uit dat gehechtheidsgedrag wordt opgeroepen in stressvolle situaties. Met deze gedachte ontwikkelde zij de vreemdesituatietest waarmee de hechtingstypen van kinderen op een gestandaardiseerde wijze te classificeren zijn. 

## Theorie
Het uitgangspunt van de test is dat het kind in aanwezigheid van zijn opvoeder (moeder in de oorspronkelijke theorie) exploratiegedrag vertoont. Na het vertrek van de opvoeder voelt het kind zich onveilig en zal hechtingsgedrag vertonen. Bij de terugkomst van de opvoeder wordt de stresservaring verzacht en het kortstondig geschonden vertrouwen hersteld. Het kind zal contact zoeken en vervolgens weer exploratiegedrag vertonen. Ainsworth bekeek de kinderen tijdens de hereniging op een aantal gebieden (nabijheid of contact zoeken, contact handhaven, vermijden, afweren, opvoeder zoeken tijdens afwezigheid, interacties over afstand) en kwam op vier hechtingstypen van kinderen.

## Praktijk
De vreemdesituatietest is een standaard observatieprocedure voor kinderen van twaalf tot twintig maanden. Een kind wordt in een neutrale ruimte geconfronteerd met een onbekende persoon en twee korte scheidingsherenigingen van de ouder. De test duurt ongeveer twintig minuten met perioden van toenemende stress. Bij de observatie ligt de nadruk op het gedrag van het kind bij de hereniging. Alhoewel de kinderen verschillende (heftige) reacties kunnen vertonen bij de separatie komt dit gedrag meer voort uit het temperament van het kind dan uit zijn hechtingsstijl. De herenigingsperiodes bepalen de kwaliteit van de gehechtheid. Het gedrag van het kind wordt met een 7-puntsschaal beoordeeld.

## Schematisch
Hieronder is de test schematisch weergegeven. De stresselementen zijn cursief gedrukt. Elk onderdeel duurt ongeveer drie minuten.
1. Opvoeder en kind in vreemde ruimte
2. Vreemde volwassene komt erbij en gaat met kind spelen
3. Opvoeder verlaat de ruimte
4. Opvoeder komt weer binnen
5. Opvoeder en vreemde volwassene verlaten vertrek, kind blijft alleen achter
6. Vreemde komt weer binnen
7. Opvoeder komt weer binnen.